# Anbox
Anbox es una capa de compatibilidad de código abierto y libre que tiene como objetivo permitir que programas (software de aplicación y juegos) desarrollados para Android se ejecuten en otros sistemas operativos basados en Linux.
Ejecuta el entorno de ejecución de Android utilizando LXC, recreando la estructura de directorios de Android como una "Loop device", mientras utiliza el kernel nativo de Linux para ejecutar aplicaciones.
Anbox quedó obsoleto el 3 de febrero de 2023 porque ya no se mantiene activamente